# قانون إصلاح الأمم المتحدة لعام 2005
في 17 يونيو 2005، أقر مجلس النواب الأمريكي قانون إتش آر 2745، لخفض الأموال المقدمة للأمم المتحدة إلى النصف بحلول عام 2008 إذا لم تفِ بمعايير معينة منصوص عليها في القانون. من المقدر أن الولايات المتحدة تساهم بحوالي 22٪ من الميزانية السنوية للأمم المتحدة - كان لمشروع القانون هذا تأثير كبير على الأمم المتحدة.  حذرت إدارة بوش والعديد سفراء الولايات المتحدة السابقين في الأمم المتحدة أن القانون قد يعزز المشاعر المعادية للولايات المتحدة في جميع أنحاء العالم، وقد يؤذي حركات إصلاح الأمم المتحدة. وفشل القانون في الكونجرس.
كان مؤلف مشروع القانون رئيس لجنة العلاقات الدولية في مجلس النواب هنري هايد، وهو جمهوري من إلينوي. تمت الموافقة عليه من قبل مجلس النواب في تصويت 221–184. جادل أنصار مشروع القانون بأن المزيد من الجهود السلبية لإصلاح الأمم المتحدة قد فشلت في الماضي، وقد حان الوقت الآن لتجربة أسلوب يُظهر أن الولايات المتحدة لديها «بعض الأسنان في الإصلاح».

## روابط خارجية
- ملخص القانون والحالة